# حمام جرموقة
حمّام جرموقة  ويسمى أحياناً حمام الجرموقة أو حمام الجرموقي وهو من حمامات بغداد العامة القديمة ويقع في  الجانب الغربي  من بغداد  وتحديداً في الكاظمية  في شارع السادة مقابل خان جرموقة الكبير والمعروف.  بناه الشيخ مهدي الجرموقي  في أيام الحكم العثماني قبل حادثة المشروطة وكان دائراً برهة من الزمان لكنه خرب وأساسه باقٍ إلى اليوم .